# Tooting Bec (métro de Londres)
Tooting Bec (en anglais : Tooting Bec Underground Station), est une station de la Northern line, branche de Morden, du métro de Londres, en zone Travelcard 3. Elle est située sur la Balham High Road, à Tooting, sur le territoire du borough londonien de Wandsworth.

## Situation sur le réseau
La station Tooting Bec est établie, sur la branche Morden de la Northern line, entre les stations Balham et Tooting Broadway. Elle est en zone Travelcard 3.

## Histoire
La station, conçue par Charles Holden, est mise en service le 13 septembre 1926 sous le nom de Trinity Road. Elle fait partie de la Morden extension de la Northern Line, à l'époque City & South London Railway (C&SLR). En 1950 elle est renommée Tooting Bec.  

## Services aux voyageurs

### Accès et accueil
La station est située sur Balham High Road. De l'autre côté de Balham High Road, il y a un bâtiment étroit qui donne accès à un passage souterrain qui mène à la station. Le week-end, la station est ouverte 24/24.

installations
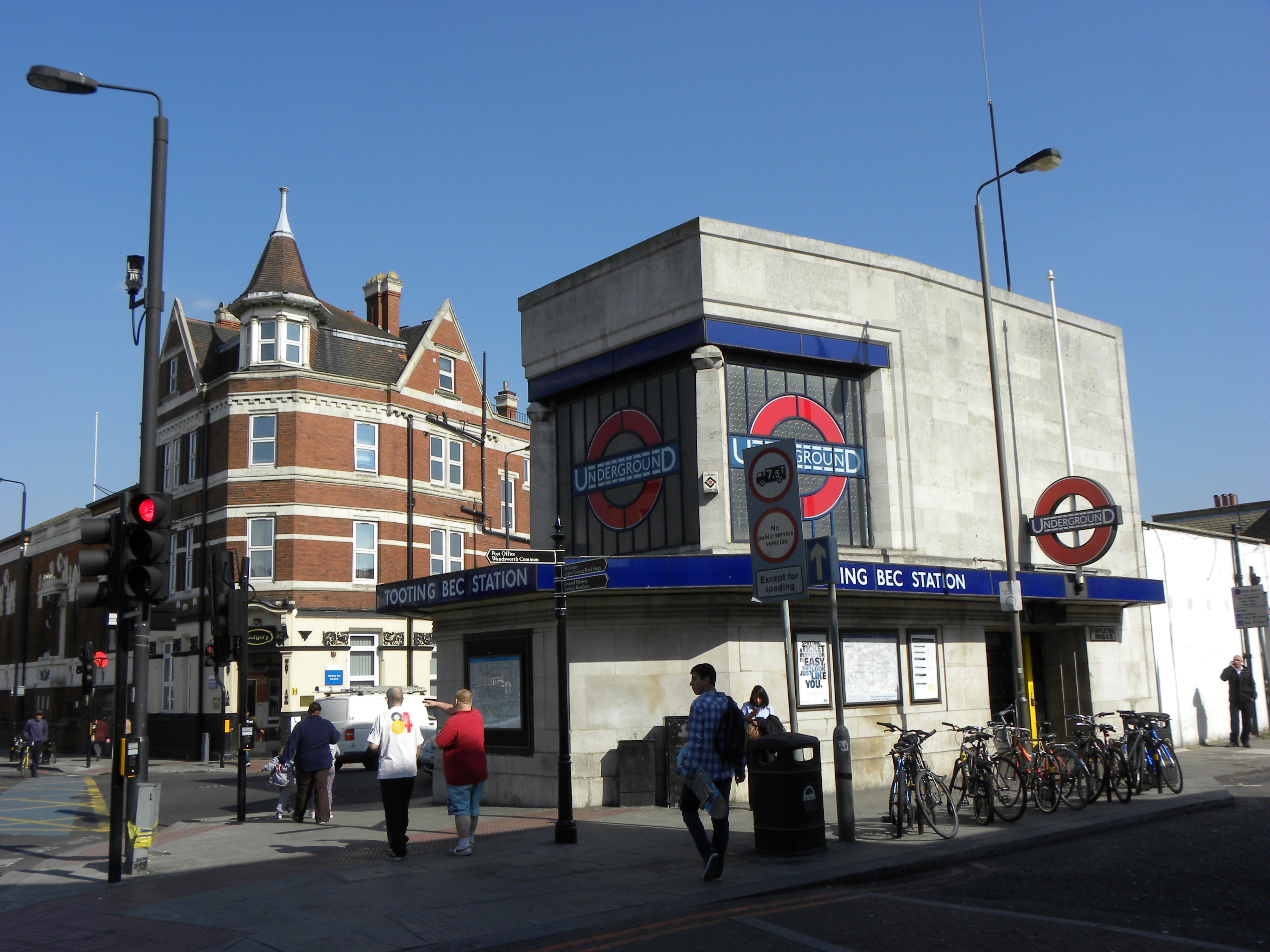
Autre entrée.
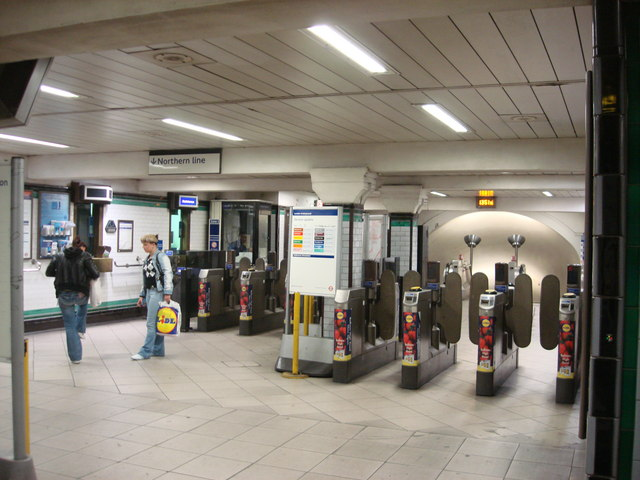
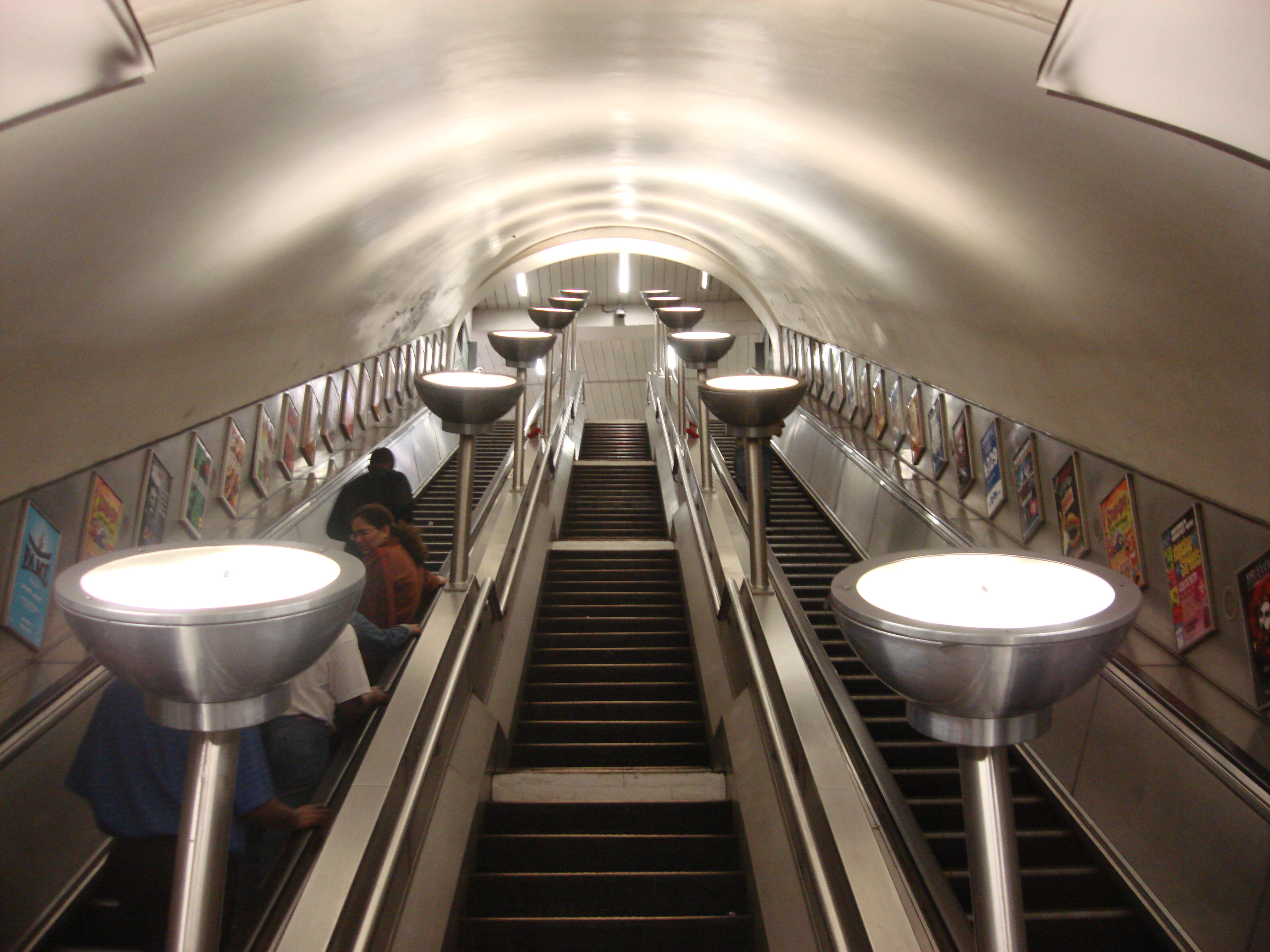

### Desserte

installations et desserte
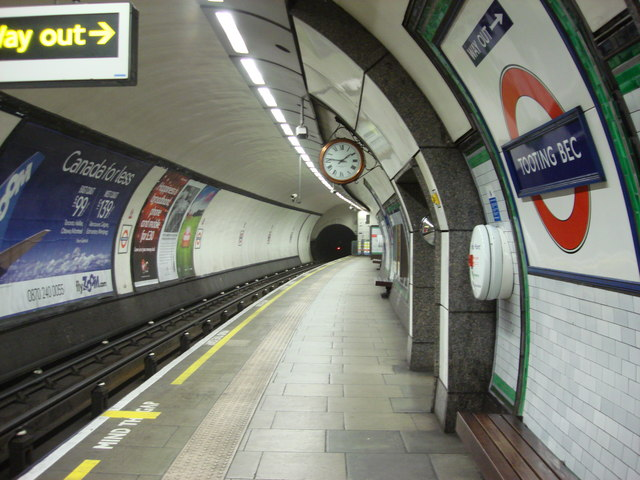
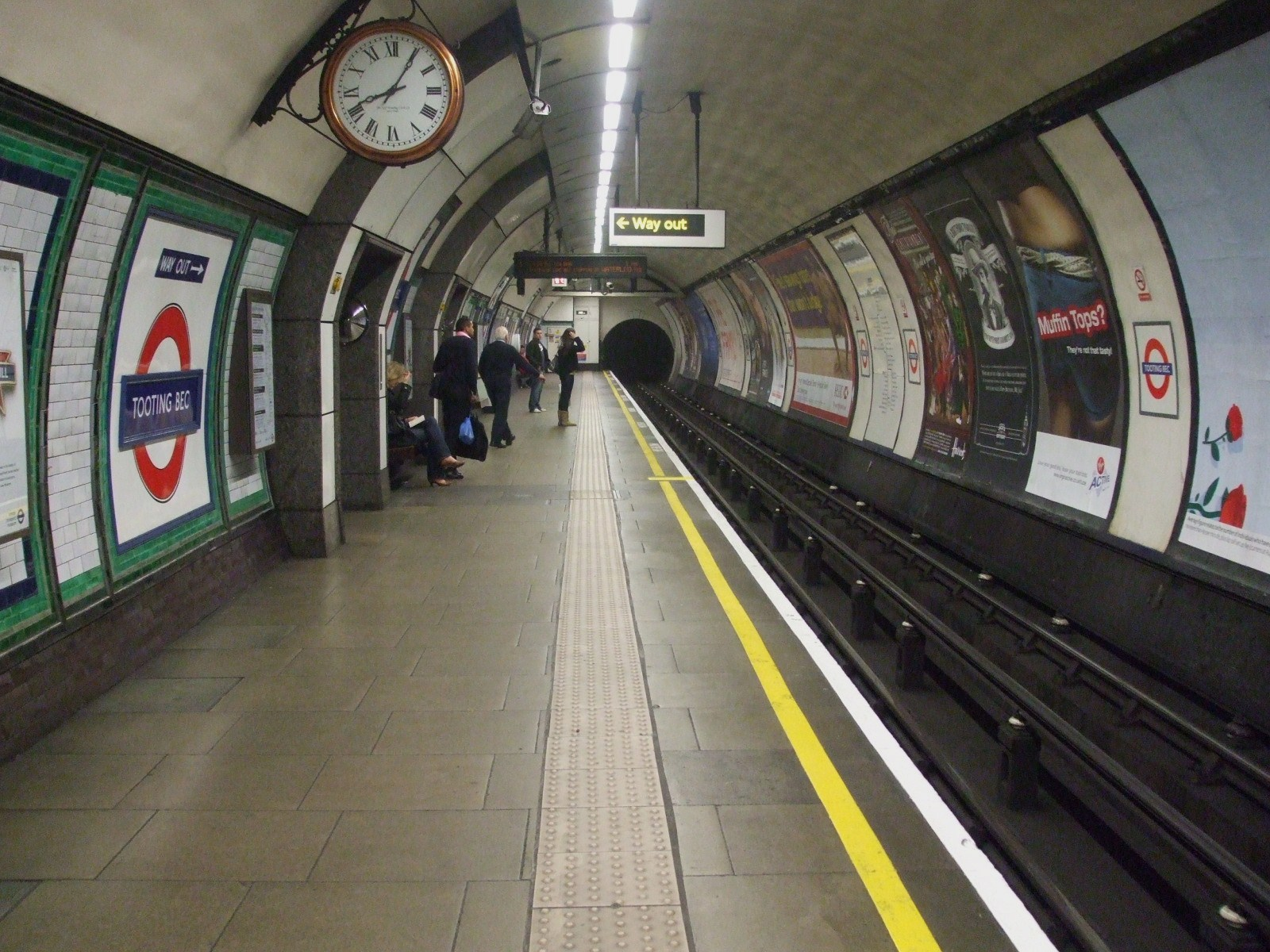
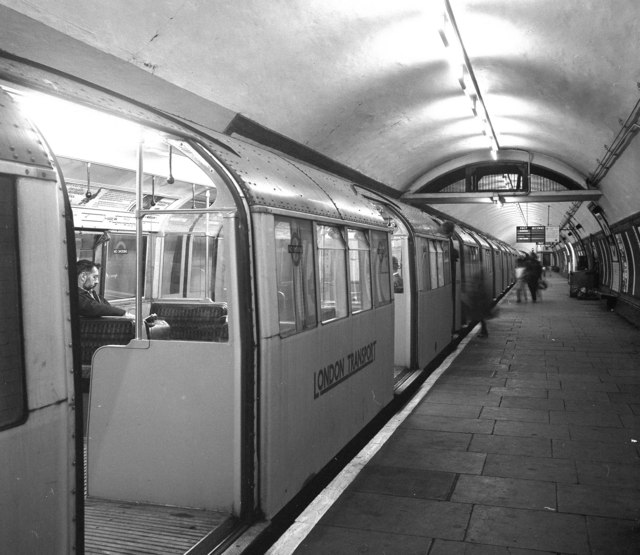
1983.

### Intermodalité
La station est desservie par les lignes de bus : 155 (Elephant & Castle - Tooting St George's Hospital), 219 (Clapham Junction - Wimbledon Station), 249 (Anerley station - Clapham Common), (Sloane Square - Streatham Hill), (Brixton - Mitcham), (Morden - Aldwych) service de nuit.

## À proximité
- Tooting